# Culinaire fotografie

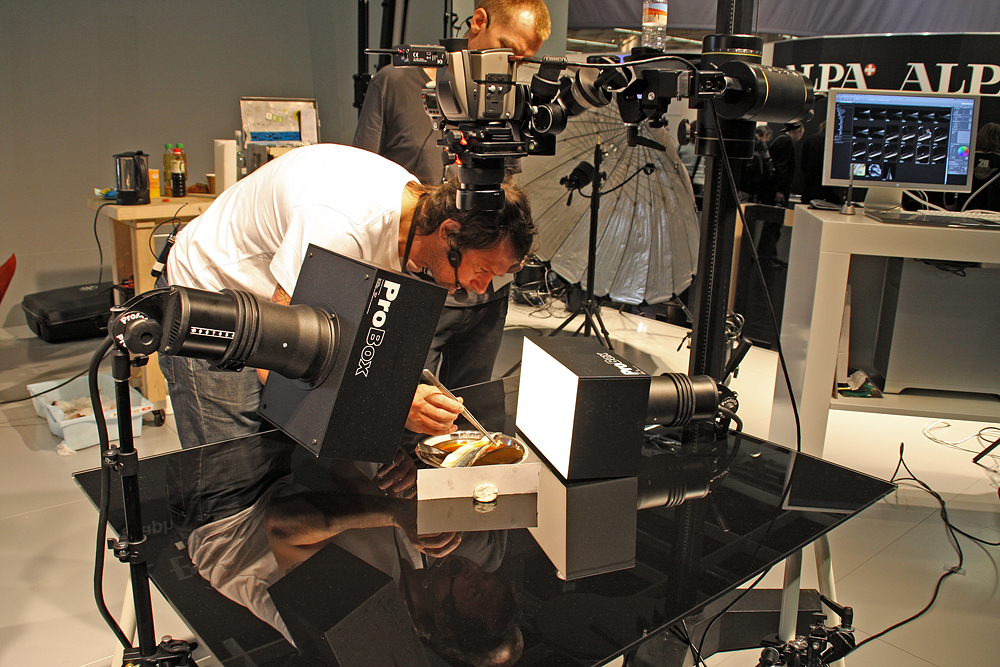
Culinair fotograaf aan het werk

Culinaire fotografie is een vorm van fotografie waarbij specifiek met etenswaren wordt gewerkt.
De doelstelling van culinair fotograferen is het realiseren van aantrekkelijke afbeeldingen van voedsel die gebruikt kunnen worden in advertenties, op verpakkingen van etenswaren, in menu's of in kookboeken. Professionele culinaire fotografie is een samenwerkingsproject waarbij vaak een vormgever, een fotograaf, een voedselstylist en assistenten betrokken zijn.